# Drumoig
Drumoig ist eine Ortschaft in der schottischen Council Area Fife. Sie liegt etwa sieben Kilometer nordwestlich von St Andrews und sechs Kilometer südöstlich von Dundee.

## Geschichte
Drumoig ist eine sehr junge Ortschaft. Sie wurde ab 1996 auf freiem Feld erbaut. Ziel war eine Siedlung für den Golfsport zu schaffen. Neben Privathäusern und Hotels finden sich in Drumoig Trainingsanlagen für den Golfsport. Die Scottish Golf Union betreibt dort das Scottish National Golf Centre. Ein Golfplatz umgibt die Ortschaft. Am Ortsrand befindet sich die aus den 1890er Jahren stammende Vicarsford Cemetery Chapel.

## Verkehr
Die A914 (Newport-on-Tay–Muirhead) passiert die Ortschaft im Westen. Sie bindet Drumoig innerhalb weniger Kilometer an die Fernverkehrsstraße A92 (Dunfermline–Stonehaven) an.